# Nagytikvány

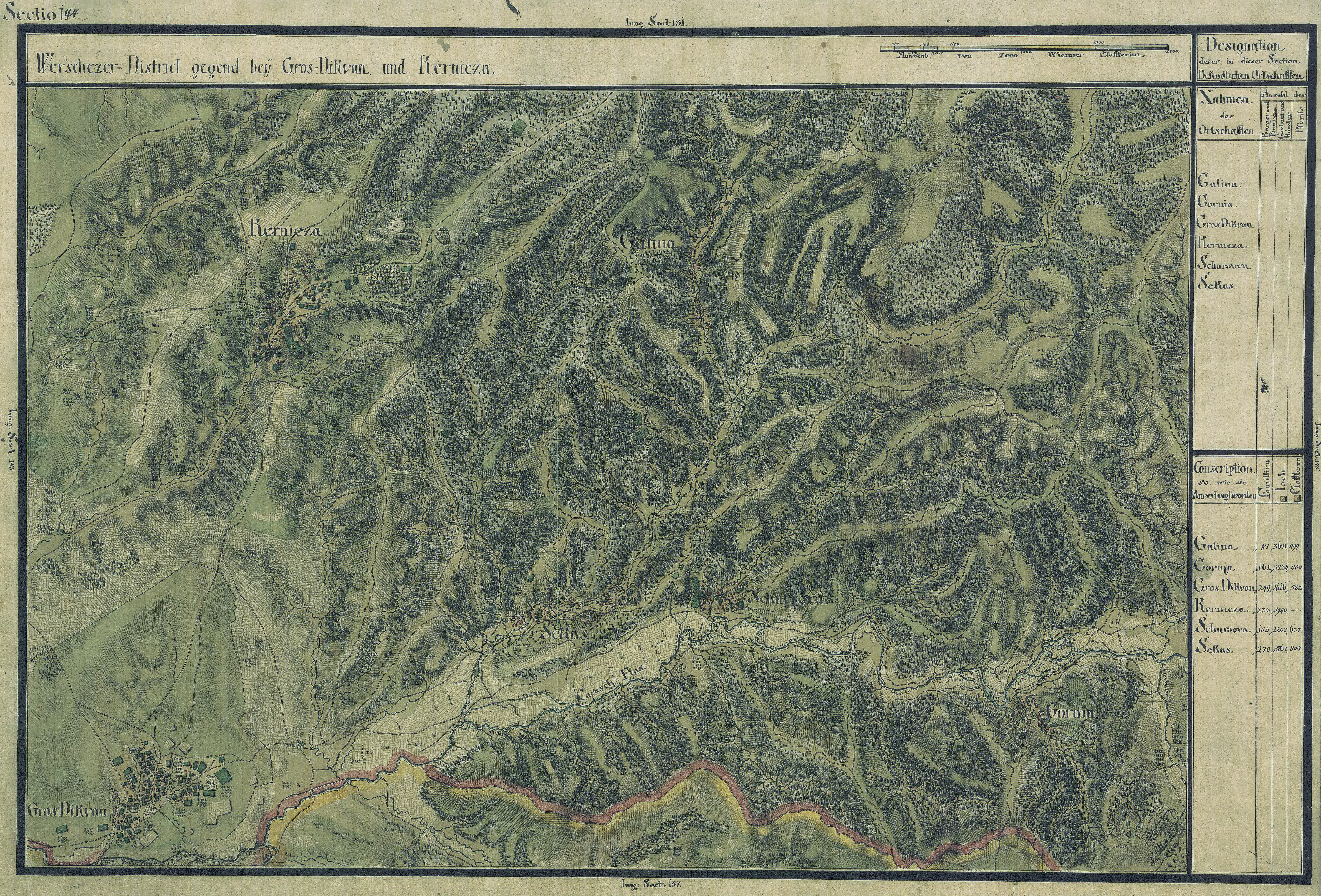
Nagytikvány egy 1700-as évekből való térképen

Nagytikvány (Ticvaniu Mare) település Romániában, a Bánságban, Krassó-Szörény megyében.

## Fekvése
Oraviczabányától északra, a Karas mellett, Kákófalva, Karasszentgyörgy, Kernyécsa és Kistikvány közt fekvő település.

## Története
Nagytikvány nevét 1437-ben említette először oklevél Tygvan néven.
1690-1700 között Tikván, 179-ben Nagy-Tikván, 1808-ban Tikván (Nagy-) néven írták.
1851-ben Fényes Elek írta a településről:
"Nagy-Tikván, Krassó vármegyében, a Karas mellett: 3 katolikus, 1531 óhitű lakossal, anyatemplommal, bortermesztéssel, erdővel. Bírja a kamara."